# Дайырбек
Дайырбек (кирг. Дайырбек) — село в Ысык-Атинском районе Чуйской области Кыргызстана. Входит в состав Тузского аильного округа. Код СОАТЕ — 41708 206 870 02 0.

## География
Село расположено в центральной части области, к северу от Киргизского хребта, на расстоянии приблизительно 8 километров (по прямой) к югу от города Кант, административного центра района. Абсолютная высота — 855 метров над уровнем моря.

## Население
| год     | 2009 | 2014 | 2015 |
| ------- | ---- | ---- | ---- |
| человек | 142  | 568  | 181  |